# Jevhen Selin
Jevhen Serhijovytsj Selin (Oekraïens: Євген Сергійович Селін; Novoaidar, 9 mei 1988) is een Oekraïens voormalig voetballer die doorgaans speelde als linksback. Tussen 2006 en 2023 was hij actief voor Stal Altsjevsk, Metalist Charkov, Vorskla Poltava, Dynamo Kiev, opnieuw Metalist Charkov, Platanias, Asteras Tripolis, MTK Boedapest, Anorthosis Famagusta, Desna Tsjernihiv en Tsjornomorets Odessa. Selin maakte in 2011 zijn debuut in het Oekraïens voetbalelftal en kwam uiteindelijk tot vijftien interlandoptredens.

## Clubcarrière
Selin is een product van de jeugdopleiding van Stal Altsjevsk en in 2007 werd de verdediger zonder ook maar één duel te hebben gespeeld overgenomen door Metalist Charkov. Bij die club speelde hij echter bijna alleen maar bij het belofteteam en hij werd in 2010 verhuurd aan Vorskla Poltava. Zijn spel was goed genoeg om Vorskla te overtuigen hem definitief aan te trekken. Gedurende drie jaar kwam Selin uit voor de club; in januari 2013 nam Dynamo Kiev hem over voor circa twee miljoen euro. Voor Dynamo kwam de verdediger weinig in actie en in maart 2015 werd hij voor een periode van vier maanden verhuurd aan Metalist Charkov. Na zijn terugkeer werd hij opnieuw verhuurd, nu aan het Griekse Platanias.
Een jaar later keerde Selin terug in Kiev, maar in de eerste helft van het seizoen 2016/17 kwam hij geen enkele keer in actie voor Dynamo. In de winterstop verkaste hij transfervrij naar Asteras Tripolis, waar hij zijn handtekening zette onder een verbintenis voor de duur van anderhalf jaar. Na afloop van dit contract verkaste Selin naar MTK Boedapest, waar hij voor één seizoen tekende. Een jaar later verkaste de Oekraïener naar Anorthosis Famagusta. Hij keerde in de zomer van 2021 terug naar zijn vaderland, om eerst voor Desna Tsjernihiv en een seizoen later voor Tsjornomorets Odessa te gaan spelen. In de zomer van 2023 besloot Selin op vijfendertigjarige leeftijd een punt achter zijn actieve loopbaan te zetten.

## Interlandcarrière
Selin debuteerde voor het Oekraïens voetbalelftal op 7 oktober 2011, toen in Kiev met 3–0 werd gewonnen van Bulgarije. De verdediger mocht van bondscoach Oleh Blochin in de basis beginnen en speelde de volledige wedstrijd, waarin hij zelfs na zeven minuten de score wist te openen. De andere debutant tijdens dit duel was Denys Harmasj (Dynamo Kiev). Selin werd tevens opgenomen in de selectie voor het EK van 2012, waar hij met Oekraïne in de groepsfase werd uitgeschakeld.
| Interlands van Yevhen Selin voor Oekraïne | Interlands van Yevhen Selin voor Oekraïne | Interlands van Yevhen Selin voor Oekraïne | Interlands van Yevhen Selin voor Oekraïne | Interlands van Yevhen Selin voor Oekraïne | Interlands van Yevhen Selin voor Oekraïne | Interlands van Yevhen Selin voor Oekraïne |
| №                                         | Datum                                     | Wedstrijd                                 | Uitslag                                   | Competitie                                | Goals                                     |                                           |
| Als speler bij Vorskla Poltava            | Als speler bij Vorskla Poltava            | Als speler bij Vorskla Poltava            | Als speler bij Vorskla Poltava            | Als speler bij Vorskla Poltava            | Als speler bij Vorskla Poltava            | Als speler bij Vorskla Poltava            |
| ----------------------------------------- | ----------------------------------------- | ----------------------------------------- | ----------------------------------------- | ----------------------------------------- | ----------------------------------------- | ----------------------------------------- |
| 1                                         | 7 oktober 2011                            | Oekraïne – Bulgarije                      | 3 – 0                                     | Vriendschappelijk                         | 7'                                        |                                           |
| 2                                         | 11 oktober 2011                           | Estland – Oekraïne                        | 0 – 2                                     | Vriendschappelijk                         |                                           |                                           |
| 3                                         | 11 november 2011                          | Oekraïne – Duitsland                      | 3 – 3                                     | Vriendschappelijk                         |                                           |                                           |
| 4                                         | 15 november 2011                          | Oekraïne – Oostenrijk                     | 2 – 1                                     | Vriendschappelijk                         |                                           |                                           |
| 5                                         | 29 februari 2012                          | Israël – Oekraïne                         | 2 – 3                                     | Vriendschappelijk                         |                                           |                                           |
| 6                                         | 28 mei 2012                               | Estland – Oekraïne                        | 0 – 4                                     | Vriendschappelijk                         |                                           |                                           |
| 7                                         | 11 juni 2012                              | Oekraïne – Zweden                         | 2 – 1                                     | EK 2012                                   |                                           |                                           |
| 8                                         | 15 juni 2012                              | Oekraïne – Frankrijk                      | 0 – 2                                     | EK 2012                                   |                                           |                                           |
| 9                                         | 19 juni 2012                              | Oekraïne – Engeland                       | 0 – 1                                     | EK 2012                                   |                                           |                                           |
| 10                                        | 15 augustus 2012                          | Oekraïne – Tsjechië                       | 0 – 0                                     | Vriendschappelijk                         |                                           |                                           |
| 11                                        | 11 september 2012                         | Engeland – Oekraïne                       | 1 – 1                                     | WK 2014 kwalificatie                      |                                           |                                           |
| 12                                        | 12 oktober 2012                           | Moldavië – Oekraïne                       | 0 – 0                                     | WK 2014 kwalificatie                      |                                           |                                           |
| 13                                        | 16 oktober 2012                           | Oekraïne – Montenegro                     | 0 – 1                                     | WK 2014 kwalificatie                      |                                           |                                           |
| 14                                        | 14 november 2012                          | Bulgarije – Oekraïne                      | 0 – 1                                     | Vriendschappelijk                         |                                           |                                           |
| Als speler bij Dynamo Kiev                |                                           |                                           |                                           |                                           |                                           |                                           |
| 15                                        | 22 mei 2014                               | Oekraïne – Niger                          | 2 – 1                                     | Vriendschappelijk                         |                                           |                                           |